# Gaddani
Gaddani é uma cidade do Paquistão localizada na província de Baluchistão.